# Edmond Laguerre
Edmond Nicolas Laguerre (Bar-le-Duc, 9 de abril de 1834 — Bar-le-Duc, 14 de agosto de 1886) foi um matemático francês.
Eleito membro da Academia Francesa, em 1885. Suas principais áreas de investigação foram geometria e análise complexa. Também investigou polinômios ortogonais.

## Obras
- Oeuvres de Laguerre publ. sous les auspices de l'Académie des sciences par MM. Charles Hermite, Henri Poincaré, et Eugène Rouché. (Paris, 1898-1905) (reprint:  New York : Chelsea publ., 1972 ISBN 0-8284-0263-9)